# Kōstas Diamantopoulos
Kōstas Diamantopoulos (in greco Κώστας Διαμαντόπουλος?; 1946) è un ex cestista e allenatore di pallacanestro greco.
È il padre di Giōrgos Diamantopoulos.

## Carriera
Con la Grecia ha disputato due edizioni dei Campionati europei (1967, 1969).